# Ричагова Наталія Сергіївна
Наталія Сергіївна Ричагова (нар. 3 травня 1945, Москва, СРСР — пом. 14 травня 2011, там же) — радянська і російська кіноактриса.

## Біографія

### Дитинство
Народилася 3 травня 1945 року в Москві. Її батько Сергій Петрович Ричагов (1915—1970) був відомим художником-пейзажистом. У 1955 році режисер Ілля Фрез шукав юних акторів для свого майбутнього фільму «Васьок Трубачов і його товариші». Проводилися перегляди в московських школах, в тому числі і в тій школі, де навчалася Наташа. Вона дуже сподобалася Фрезу, і він взяв її на роль Нюри Синіциної. Картина мала великий успіх і в 1957 році послідувало продовження «Загін Трубачова б'ється».
Після першого ж фільму Наталія стала знаменитою. У школі їй не давали проходу. На першому поверсі був вивішений її великий портрет поруч з фотографіями відмінників, хоча сама вона відмінницею не була. Після цього мати Наталії відвела її до театральної студії Міського Будинку піонерів, до педагога Євгенії Василівні Галкіної. Тут Наталія займалася до самого закінчення школи. Після школи вона вступила до Всесоюзного державного інституту кінематографії.

### Кінокар'єра
Після закінчення школи Наталія Ричагова знову почала зніматися будучи на другому курсі ВДІКу. Першим її «дорослим» фільмом стала картина «Немає невідомих солдатів». Потім відразу після закінчення інституту була невелика робота у фільмі Марка Осепьяна «Три дні Віктора Чернишова», в якому Ричагова знімалася вагітною.
Після 1968 року Ричагова почала активно зніматися в кіно: молода вчителька в «Тренері» В. Анненського, Зоя в «Повернення „Святого Луки“» А. Бобровського, Надя Воєводіна у фільмі «Переступи поріг» Р. Вікторова, Клава Іванова в телевізійному фільмі «Про Клаву Іванову», Дуняша в «Смертному ворозі» Є. Матвєєва. Найпам'ятнішою роботою Наталії Ричагової стала роль Маші Бєлкіної у фільмі Володимира Рогового «Офіцери» (1971).
У 1975 році режисер Ілля Фрез знову запросив Наталію Ричагову, на цей раз до фільму «Це ми не проходили», в якому вона зіграла студентку педагогічного інституту Олену. Фільм мав успіх і отримав один з призів на фестивалі в Панамі. Після цього ролі ставали все меншими, а фільми були вже не такими вражаючими. З часом пропозиції зніматися і зовсім припинилися. Востаннє Ричагова з'явилася на екрані в 1993 році у фільмі «Сніданок з видом на Ельбрус»…
Наталія Ричагова багато займалася дублюванням іноземних фільмів. Її голосом говорить «чеська Попелюшка» Лібуше Шафранкова в радянському дубляжі 1975 року фільму-казки «Три горішка для Попелюшки» (1973 р.).

### Смерть
Померла 14 травня 2011 року в Москві на 67-му році життя. Тіло виявив її 15-річний онук Сергій, з яким вона жила після смерті дочки Маші (померла в 38 років) і чоловіка — артиста Олексія Інжеватова (помер за 8 місяців до цього). Похована на Кузьмінському кладовищі.

## Родина
- Батько — художник-пейзажист Сергій Петрович Ричагов (1915—1970).
- Чоловік — актор Олексій Інжеватов (1946—2010). Вони разом навчалися у ВДІКу, звідки разом їздили «на картоплю». Одружилися на третьому курсі інституту.
- Дочка — Марія Олексіївна (1968—2006), закінчила ВДІК[5].

## Фільмографія
- 1955 — Васьок Трубачов і його товариші — Нюра Синіцина
- 1957 — Загін Трубачова бореться — Нюра Синіцина
- 1965 — Немає невідомих солдатів — Маша Савченко (прототип: Боровиченко Марія Сергіївна)
- 1967 — Три дні Віктора Чернишова — Маришка
- 1968 — Сільський детектив — дівчина в окні (епізод, немає в титрах)
- 1969 — Про Клаву Іванову — Клава Іванова
- 1969 — Тренер — молода вчителька
- 1969 — Франсуаза — Дані, (співає Н. Пашинська)
- 1970 — Повернення «Святого Луки» — Зоя, наречена «Червонца»
- 1970 — Море у вогні — Ніна Онілова, кулеметниця
- 1970 — Переступи поріг — Надя Воєводіна
- 1971 — Офіцери — Маша Бєлкіна
- 1971 — Смертний ворог — Дуняша Птіцина
- 1972 — Золотий ганок — Таня
- 1973 — Транзит на північ — Катя
- 1974 — Відповідна міра — Маргарита
- 1975 — Це ми не проходили — Олена Федорівна Якушева, вчителька-практикантка з біології
- 1976 — Будьонівка — Парасковія, мама Гришки
- 1976 — Ці неслухняні сини — Зіна
- 1976 — Колискова для чоловіків — Оля, секретарка комсомольської організації в школі
- 1976 — Сибір — Маша
- 1977 — Корінь життя — Настя
- 1977 — Сідай поруч, Мішка! — мама Мишка
- 1978 — Баламут — Зінаїда Парамонова, дружина Парамонова
- 1978 — Слідство ведуть ЗнаТоКі. «Букет» на прийомі (справа N 12) — Варя Санатюк
- 1979 — В одне прекрасне дитинство — мама Петі-онука
- 1980 — У матросів немає питань — завідувачка відділом «Зал для молодят» в універмазі
- 1983 — «Єралаш» № 38 (сюжет «Індійські йоги — хто вони?») — Наталія Сергіївна, вчителька географії
- 1984 — Жарти у бік — мати Дмитрика
- 1986 — Де ваш син? — Наталія Сергіївна (немає в титрах)
- 1993 — Сніданок з видом на Ельбрус — Наташа Уварова

## Озвучення
- 1968 — Божевілля — роль Маре Гаршнек
- 1968 — Коли я був маленьким — роль І. Каваляускайте
- 1969 — Я пам'ятаю тебе, вчителю — роль С. Морщиніної
- 1972 — Айрік — роль Ш. Тухманян
- 1973 — Біле ікло (Zanna Bianca (Італія, Франція))
- 1973 — Юнга Північного флоту — Аня, роль Марини Самойлової
- 1973 — Три горішки для Попелюшки (Чехословаччина-Німеччина) — Золушка, роль Лібуше Шафранкової
- 1974 — У Баку дмуть вітри
- 1977 — Подарунки по телефону — Гуна
- 1977 — Поєдинок в тайзі — Юля, роль Тетяни Васильєвої (Ташкової)
- 1978 — Камертон — Віра Михайлівна, роль Альоны Надточий
- 1979 — Місце зустрічі змінити не можна — Варвара Синічкіна, роль Наталії Данілової (немає в титрах)
- 1980 — Абдулла (अब्दुल्ला (Індія)) — Фарида Джалал, дубляж
- 1980 — Факт
- 1980 — Я ще повернуся — роль Ф. Кулієвої
- 1981 — Все навпаки — Люба, роль Альфії Хабібуліної
- 1981 — Золоті туфельки — Ляся, роль Людмили Кондратюк
- 1981 — Пригоди Тома Соєра і Гекльберрі Фінна — Марі, роль Каріни Морітц
- 1982 — 4:0 на користь Тетянки — Тетяна Іванівна Колосова, роль Наталії Флоренської
- 1983 — Пригоди Шерлока Холмса і доктора Ватсона: Скарби Агри — Мері Морстен, роль Катерини Зінченко
- 1984 — Коли здають гальма — Айя
- 1986 — Пригоди Шерлока Холмса і доктора Ватсона: Двадцяте століття починається — місіс Ватсон, роль Катерини Зінченко
- 1989 — Взлом (Der Bruch (НДР))
- 1990 — Славні хлопці (Goodfellas (США))
- 1994 — Кодекс мовчання 2: Слід чорної риби (Росія, Узбекистан) — Римма Халілова (роль Олени Баркевич)